# Anundsloppet
Anundsloppet är en årlig cykeltävling inom grenen landsvägscykling. Loppet arrangeras av Västerås Cykelklubb och körs varje år vid Anundshög i Västerås, Sverige. Loppet kördes första gången år 1939. Den moderna banan mäter 3,8 kilometer och körs femton varv av damerna och tjugo varv av herrarna.